# Course of Empire
Course of Empire byla americká rocková skupina, založená v roce 1988 v Dallasu. Její původní sestavu tvořil zpěvák Vaughn Stevenson, kytarista Mike Graff, baskytarista Paul Semrad a bubeník Anthony Headley. O rok později se ke skupině připojil ještě druhý bubeník Chad Lovell. Roku 1991 Headley odešel a skupina nadále působila s jedním bubeníkem v sestavě až do roku 1994, kdy přišel Michael Jerome. Skupina se rozpadla v roce 1998.
Své první album nazvané Course of Empire skupina vydala v roce 1990; následovala alba Initiation (1994) a Telepathic Last Words (1998).